# Kalifornijski zaljev
Kalifornijski zaljev (šp. Golfo de California), također poznat kao Cortesovo more (Mar de Cortés ili Mar Bermejo) je vodena masa koja razdvaja poluotok Kaliforniju od ostatka sjeveroistočnog Meksika. Omeđuju ga meksičke savezne države Baja California, Baja California Sur, Sonora, i Sinaloa. Premda je „Kalifornijski zaljev” prevladavajući naziv na većini današnjih karata, lokalno stanovništvo češće koristi ime „Cortesovo more”. Među prvim istraživačima zaljeva bio je hrvatski isusovac i misionar Ferdinand Konščak, koji je sredinom 18. stoljeća izradio zemljopisne karte tog područja.
Površina mu iznosi približno 160.000 km² i jedno je od biološki najbogatijih mora na svijetu s više od 5.000 vrsta morskih beskralježnjaka. Zbog toga su njegovi otoci i otočići (njih ukupno 244), zajedno sa zaštićenim područjima, upisani na UNESCO-ov popis mjesta svjetske baštine u Sjevernoj Americi 2005. godine, a na popis ugroženih mjesta svjetske baštine upisani su 2019. god.

## Zemljopisne odlike
Kalifornijski zaljev je dug 1.126 km, i širok od 48-241 km, te ima najveću dubinu od 818,08 m, čime ima ukupni volumen od oko 145.000 km³. 
Vjeruje se da je nastao prije 5,3 milijuna godina kada se Kalifornijski poluotok odvojio od sjevernoameričke ploče, kada je nastao i Rasjed San Andreas na sjeveru zaljeva, pri tome preusmjerivši tok rijeke Kolorado. Ostale rijeke koje se ulijevaju u Kalifornijski zaljev uključuju Fuerte, Mayo, Sinaloa, Sonora i Yaqui.
U zaljevu se odvijaju gotovo svi oceanografski procesi na Zemlji, što ga čini jako zanimljivim za geološka istraživanja. Naime, u njegov južni dio se pruža Istočnopacifički srednjooceanski hrbat koji je jako aktivan, što se može vidjeti i na malenom vulkanskom otoku Tortuga koji se nalazi na jugu zaljeva. Ovi geološki procesi su jedan od razloga velike bioraznolikosti Kalifornijskog zaljeva.
Kopno koje ga okružuje je iznimne ljepote krajolika s negostoljubivim otocima oštrih obala i pješčanih plaža, u snažnom kontrastu pustinja i prozirnih tirkiznih voda.

## Bioraznolikost
U Kalifornijskom zaljevu se nalaze tri biološka pojasa: sjeverni, središnji i južni, koji se odlikuju najvećim brojem vrsta velikih biljaka (695); većeg od bilo koje druge pomorske ili otočne svjetske baštine. Zbog svoje bioraznolikosti, Kalifornijski zaljev je prozvan 
„prirodnim laboratorijem za istraživanje specijacija (razdvajanja vrsta)”. U zaljevu obitava 891 vrsta riba od kojih su njih 90 endemi, te 39% od ukupnog svjetskog broja morskih sisavaca i trećina svjetske populacije morskih beskralježnjaka.
Zaštićena područja u Kalifornijskom zaljevu, od sjevera prema jugu, su:
- Rezervat biosfere gornjeg zaljeva i rijeke Colorado
- Rezervat biosfere El Vizcaíno
- Nacionalni park Bahia de Loreto
- Nacionalni park Cabo Pulmo
- Park prirode Cabo San Lucas
- Otok Isabel
- Rezervat biosfere Marijinih otoka

U njima postoje otoci koji su naseljeni živim vrstama preko kopna, prije povlačenja oceana, ali i oni na koje je život došao putem vjetra ili iz mora. To je jedinstven primjer u svijetu gdje su ovakva dva različita načina naseljavanja tako blizu jedni drugima.

## Ugroženost
Dana 30. lipnja 2019., UNESCO je odlučio upisati otoke i zaštićena područja Kalifornijskog zaljeva na popis ugroženih mjesta svjetske baštine zbog zabrinutosti zbog predstojećeg izumiranja vaquite ili Kalifornijske pliskavice (Phocoena sinus), endemske vrste pliskavica u Kalifornijskom zaljevu.
Iako je Meksiko uložio napore da zaštiti tu ugroženu vrstu, osobito stvaranjem utočišta za preživjele vaquite i promicanjem ribolovnih alternativa mrežama stajaćicama, koje uzrokuju smrt gušenjem morskih sisavaca, danas je ostalo samo oko deset primjeraka vaquite (u usporedbi s gotovo 300 2005. god.), a one predstavljaju dio izvanredne univerzalne vrijednosti zbog koje je ovo mjesto postalo svjetskom baštinom.

## Vanjske poveznice
- Sea of Cortez Expedition and Education Project
- Desert Museum
- CEDO Intercultural